# Lamborghini Huracán LP 640-4 Performante
El Lamborghini Huracán Performante es una variante del Lamborghini Huracán, fue observado en octubre de 2016, en la pista de Nürburgring. El coche más tarde se mostrará en su forma de producción completa en el 2017 Salón del automóvil de Ginebra.

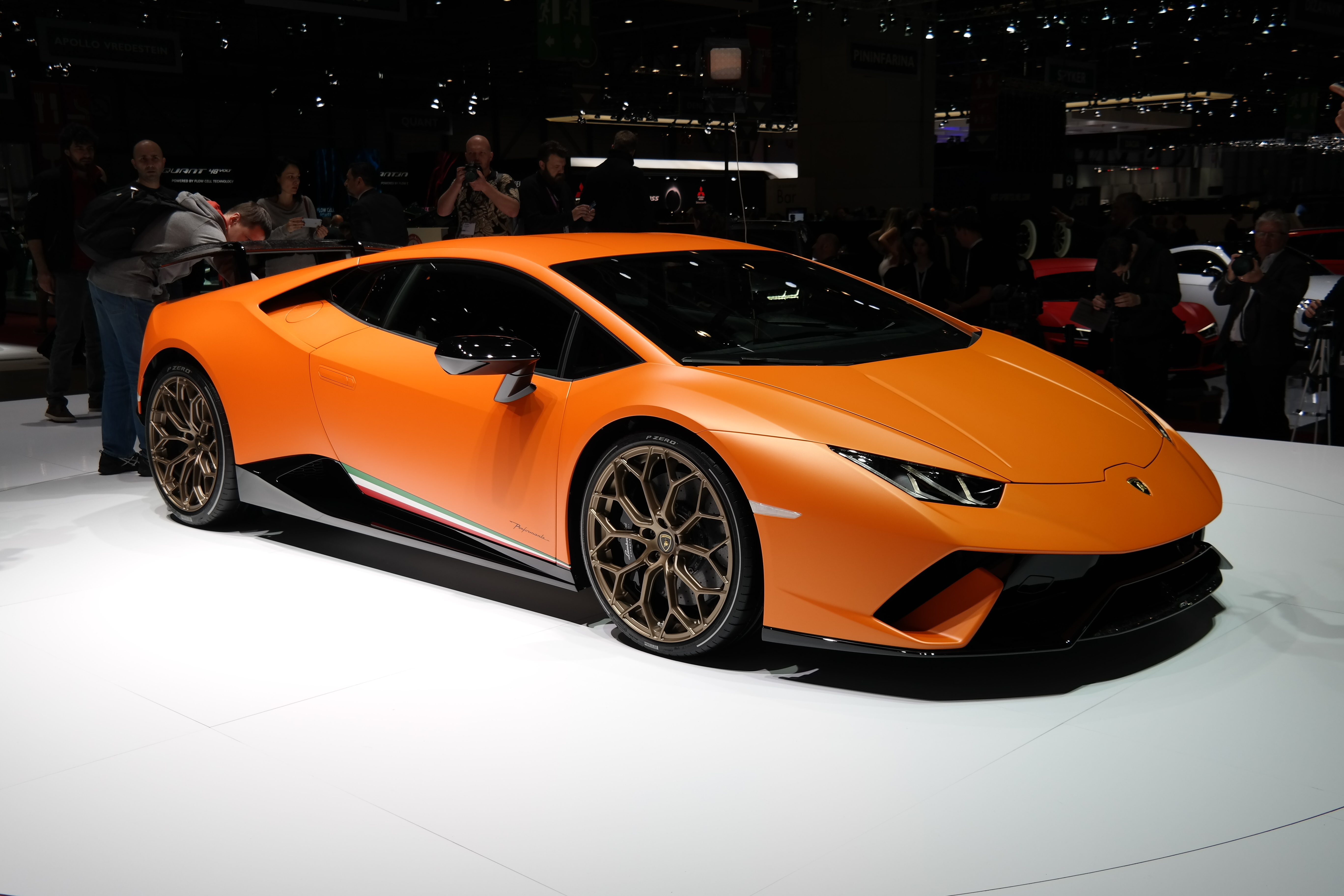
El Performante revelado en el 2017 Salón del Automóvil de Ginebra.

El Huracán Performante parece tener un cambio extenso en el diseño del cuerpo. Los cambios más grandes vienen de los parachoques delanteros y traseros. La fibra de carbono se utiliza para las faldas de los parachoques, y el nuevo spoiler trasero. La posición de los tubos de escape ha cambiado, sólo un poco por encima del difusor trasero. El interior también ha cambiado con un nuevo diseño de asiento y un nuevo velocímetro digital (similar al del velocímetro del Lamborghini Aventador SV).

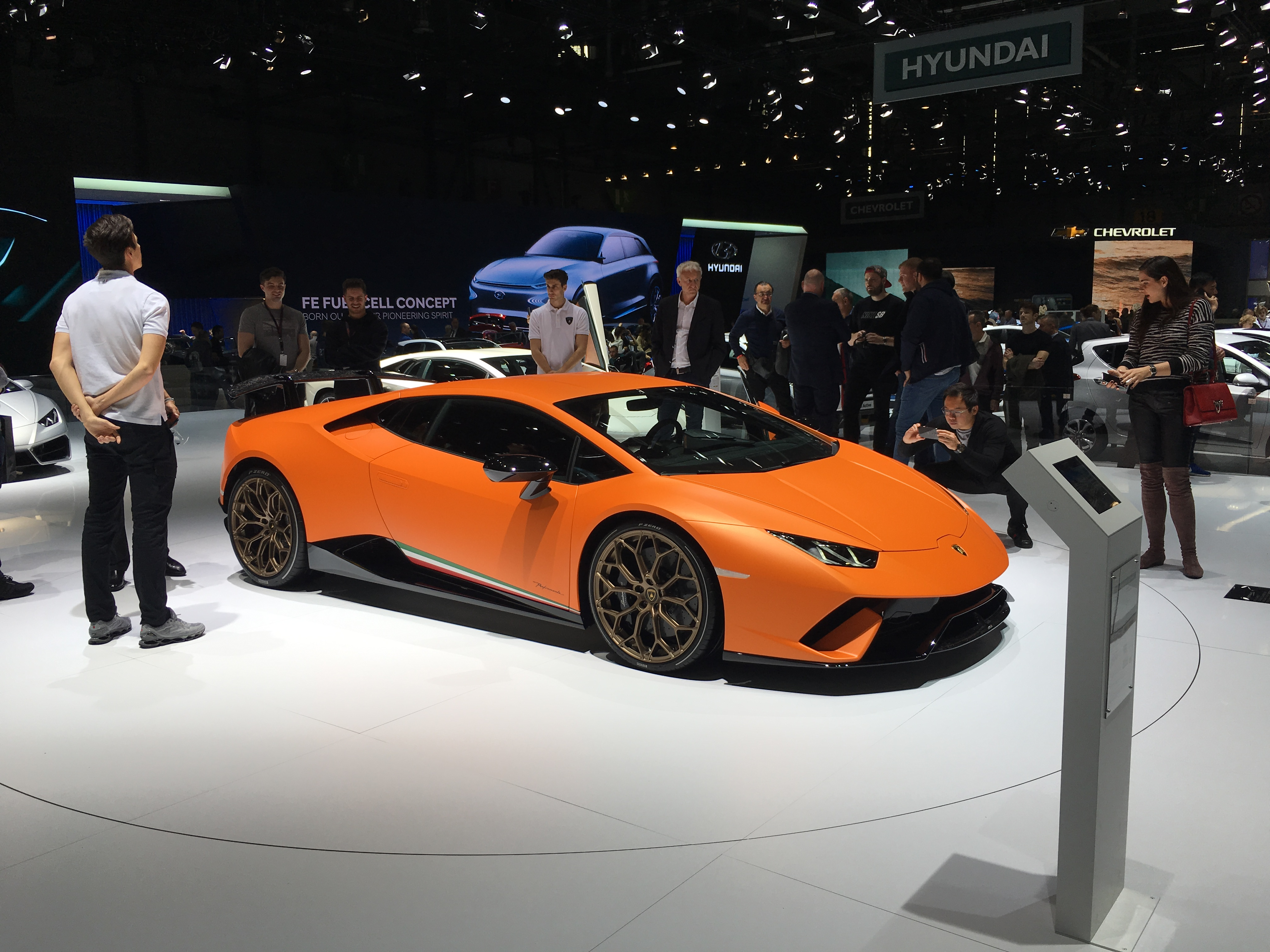
Lamborghini Huracán Performante naranja

El V10 de 5.2 litros del Performante ahora sacará 631 hp a 8000 rpm y 443 lbft de Par a 6500 rpm. El peso también ha disminuido gracias al cuerpo de aluminio forjado y fibra de carbono forjado (utilizado por primera vez en el Elemento de Lamborghini Sesto Elemento) y hueco partes. También hay piezas de fibra de carbono forjadas utilizadas en el nuevo spoiler trasero, el divisor delantero y difusor trasero, y todos estos elementos tienen elementos aerodinámicos individuales activos para ayudar al coche durante el movimiento. El vehículo es capaz de hacer 0-62 mph (0–100 km / h) en 2.9 segundos, 62-124 mph (100–200 km / h) en 6 segundos y con una velocidad máxima limitada alrededor de 202 mph. Y teórico en 218 mph.

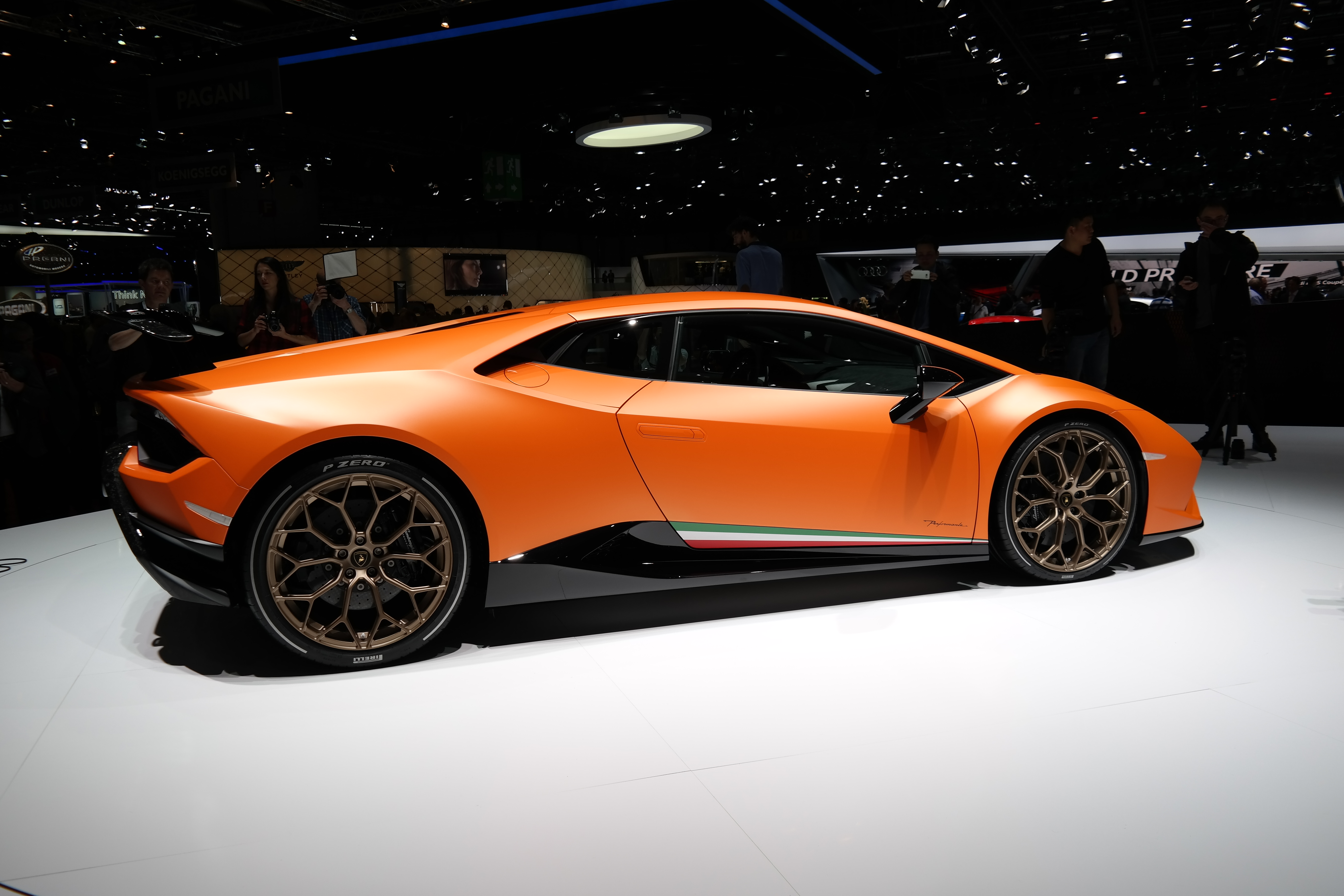
Lamborghini Huracán Performante

El coche ha sido endurecido en un 10% con nuevos resortes, rollos y cepillos de brazos radiales y axiales. La suspensión magneto-reológica ha sido reelaborada para dar al conductor una experiencia de pista seria. La Dirección Dinámica de Lamborghini ha sido re-calibrada. El Huracán ahora también tiene el nuevo sistema ALA (Aerodinamica Lamborghini Attiva) de Lamborghini, que se dice que es un 80% más ligero que los sistemas hidráulicos regulares para automóviles deportivos. Según Lamborghini, también se dice que ALA proporciona 750% más downforce que el Huracán regular. El precio del automóvil es de US $ 274 390.
En octubre de 2016, el Performante estableció un tiempo de vuelta de 6: 52,01 en el circuito de Nürburgring Nordschleife, en el circuito de Nürburgring en el Nürburgring con Marco Mapelli al volante, lo que la convierte en la producción más rápido del mundo Coche alrededor de la pista. Esta vuelta también se hizo en el primer intento de Marco Mapelli. Sin embargo, algunos críticos han declarado quejas en torno al tiempo de vuelta del coche, desde el video oficial se aceleró para hacer el crono creíble, a las velocidades mostradas en el video que es falso, Sin embargo, Lamborghini pudo demostrar que la vuelta que el Performante hizo era completamente legítima exactamente una semana después de la vuelta alrededor del Nordschleife cuando revelaron los datos al Web site del coche, camino y pista. Máté Petrany de R & T se había reunido con el ingeniero principal de Lamborghini, Maurizio Reggiani, para preguntar sobre la vuelta. Reggiani reveló entonces que el sistema aerodinámico activo del Performante, llamado Aerodinamica Lamborghini Attiva, es lo que le da al coche la mayor mejora en el tiempo de vuelta. Lamborghini dice que en el escenario más agresivo de ALA, se crea un downforce de 750% más que la versión estándar. Lo que es más importante es que los alerones se encajen en su configuración de arrastre más bajo cuando el Performante está dirigido hacia adelante, lo que resulta en la eliminación del impedimento de aceleración que causa el gran aero.

## Especificaciones

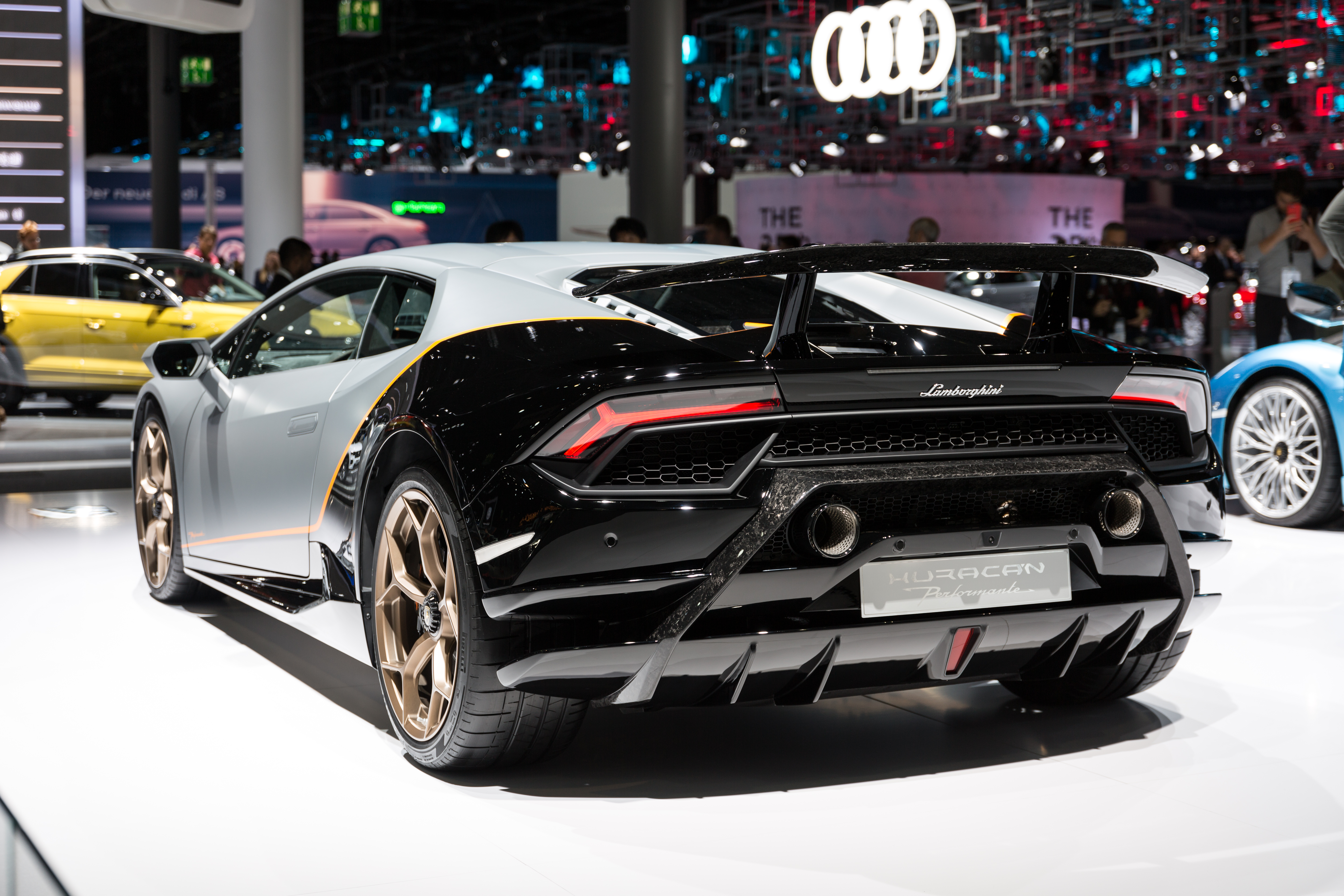
Un tiro trasero del Performante del 2017 Salón del Automóvil de Fráncfort.

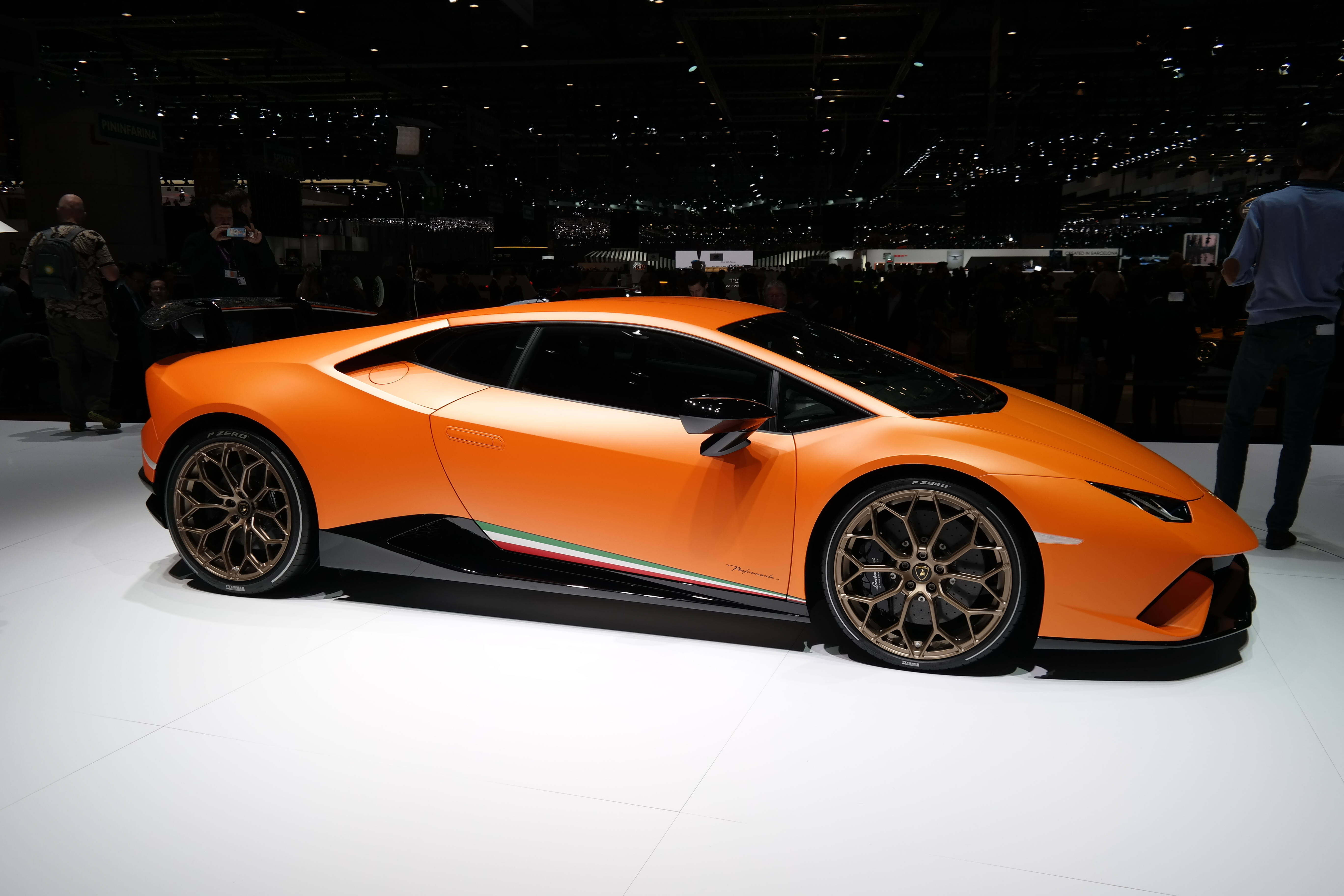
Lamborghini Huracán Performante en exposición en el Salón del automóvil de Ginebra.

El Performante tiene un motor atmosférico V10 5.2 litros que desarrolla 640 caballos de fuerza a 8,000 rpm, entregando de paso un torque de 600 Nm a 6,500 rpm. una transmisión de doble embrague de 7 velocidades y a una tracción integral Haldex de quinta generación. La potencia va directamente a las ruedas posteriores para lograr unos números impresionantes: Aceleración de 0 a 100 km/h en 2.9 segundos y una velocidad máxima de 325 km/h. Adicionalmente, Lamborghini Huracán Performante puede llegar a los 200 km/h en 8.9.
Utiliza por primera vez la tecnología ALA (Aerodinamica Lamborghini Attiva), que es capaz de ajustar el spoiler delantero y el trasero en aproximadamente 500 milisegundos para favorecer la circulación de aire de forma óptima para lograr, por ejemplo, su velocidad máxima, ofrece hasta un 750 % más de apoyo aerodinámico con respecto al Huracán estándar. Pesa 1,382 kilos, esto es, alrededor de 40 kilos menos que el modelo del cual toma su base. Cuenta con nuevos amortiguadores activos, resortes 10 % más firmes y una dirección de desmultiplicación variable.
El frenado del Lamborghini Huracán Performante queda a cargo de discos de frenos carbocerámicos. El paquete de complementa con neumáticos Pirelli P Zero Corsa, con rines de aleación. De forma opcional están disponibles rines de 20 pulgadas monotuerca con semi-slicks Pirelli Trofeo R.